# Google Reader
Google Reader fue un lector de RSS y Atom que permitía organizar y acceder rápidamente desde una interfaz web a todas las noticias de las páginas configuradas en el sistema que soporten. Fue lanzado por Google el 7 de octubre de 2005 mediante Google Labs, Google Reader se incorporó a Google Labs el 17 de septiembre de 2007. El 13 de marzo de 2013 se anunció la desaparición del servicio para el 1 de julio de ese año, y el cierre se hizo efectivo poco más tarde de las 9:00 (hora española) del 2 de julio de 2013.

## Características

### Interfaz
Muy parecido a la bandeja de entrada de un lector de correo electrónico normal, a la izquierda se podían visualizar las suscripciones en las cuales el usuario estaba dado de alta y a la derecha la lista de noticias nuevas, que podía ser vista de diversas formas.

### Compartiendo
Las noticias y elementos muy viejos de interés para enviar por parte del usuario podían ser compartidas de diversas formas. Una opción era seleccionar enviar por correo, esta opción utilizaba la cuenta de Gmail para enviar los elementos seleccionados; otra opción era un espacio llamado Elementos Compartidos, aquí al igual que los elementos destacados podían ser seleccionados y enviados a una página única por usuario estilo blog, en donde se actualizaban los elementos seleccionados.

### Organización
Existía una opción para destacar algún elemento deseado, mediante la selección de la estrella a la izquierda del elemento; estas noticias de las suscripciones se guardaban para futuras revisiones.
En nuevas actualizaciones el usuario puede buscar entre sus suscripciones elementos nuevos y antiguos para consultas.

### Acceso fuera de línea (offline)
Google Reader fue la primera aplicación de Google en hacer uso de la tecnología Google Gears, la cual trabaja sin conexión a internet, en el momento en que se encuentra en línea, podía almacenar hasta 2000 elementos los cuales podían ser vistos posteriormente fuera de línea. Esta característica no fue soportada por Google desde el 1 de julio de 2010.

### Acceso móvil
El 18 de mayo de 2006 se lanzó la versión de esta aplicación de Google, la cual se podía visitar a través del móvil; soportaba XHTML o WAP 416

## Requisitos
Google Reader funcionaba con los siguientes navegadores (o versiones superiores) siempre y cuando el soporte para javascript estuviera activado:
- Internet Explorer 6+
- Firefox 1.0+
- Safari 1.3+
- Netscape 7.2+
- Mozilla 1.7+
- Opera 9.0+
- Google Chrome 0.2.149.27 (1583)

## Competencia
La competencia directa de Google Reader eran y son NewsGator Online, Rojo.com y Bloglines entre otros.

## Alternativas
Desde el anuncio del fin del servicio por parte de Google, fueron muchas las alternativas que surgieron y/o tomaron mayor relevancia. Entre ellas, se puede mencionar a Digg Reader, Feedly, NetVibes y The Old Reader.